# إلبيرت هوارد
إلبيرت هوارد (بالإنجليزية: Elbert Howard)‏ هو مؤلف أمريكي، ولد في 5 يناير 1938 في تشاتانوغا في الولايات المتحدة، وتوفي في 23 يوليو 2018.